# Il Sire di Vincigliata
Il Sire di Vincigliata è un film muto italiano del 1913, prodotto, diretto  e interpretato da Alfredo Robert.